# Joseph Claude François de Beaurepaire
Joseph Claude François de Beaurepaire est un homme politique français né le 11 avril 1769 à Beaurepaire (Saône-et-Loire) et décédé le 9 juin 1854 à Paris.

## Biographie
Entré comme cadet gentilhomme à l'école militaire en 1783, il est sous-lieutenant des chasseurs à cheval en 1786. Hostile à la Révolution, il émigre entre 1792 et 1797.
Conseiller municipal de Beaurepaire en 1810 et maire en 1813, conseiller général de 1822 à 1830 il est député de Saône-et-Loire de 1815 à 1827, et siège au centre soutenant les ministères de la Restauration. Il est pair de France de 1827 à 1830.

## Sources
- « Joseph Claude François de Beaurepaire », dans Adolphe Robert et Gaston Cougny, Dictionnaire des parlementaires français, Edgar Bourloton, 1889-1891 [détail de l’édition]